# Levir Culpi
Levir Culpi (Curitiba, 28 de febrero de 1953) es un exfutbolista y entrenador brasileño, que actuaba como zaguero.

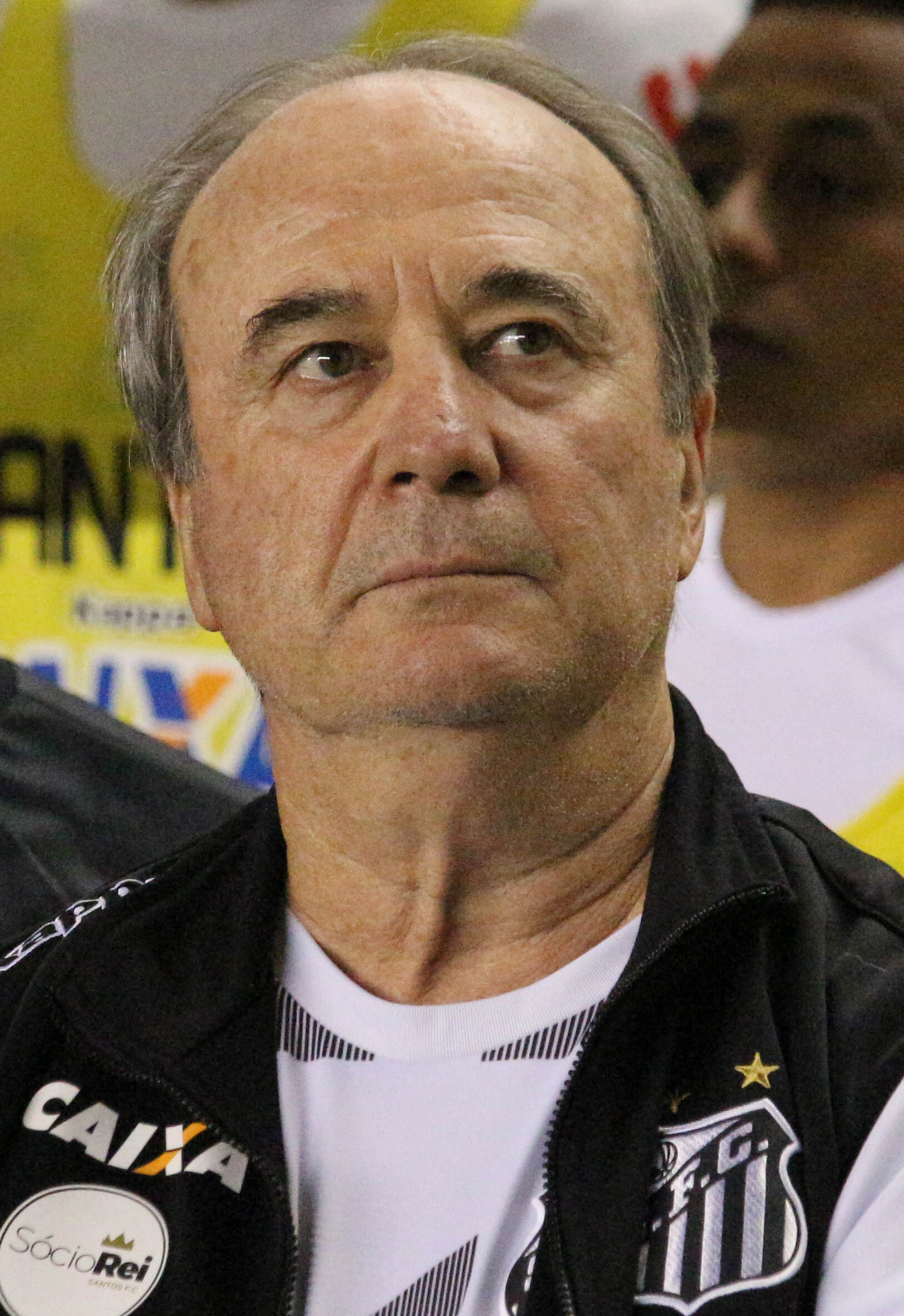

## Carrera
Se inició como entrenador inmediatamente después de concluir su carrera dentro de las cuatro líneas, en 1986, en el Caxias. Mostró talento como entrenador cuando comandó los tres grandes clubes del fútbol paranaense: Atlético Paranaense, Coritiba y Paraná, habiendo destacado-si nacionalmente cuando dirigió el Crucero, con el cual sagrou-si campeón de la Copa de Brasil de 1996 venciendo el badalado equipo del Palmeiras. En la condición de técnico de São Paulo fue campeón paulista en 2000 y vice de la Copa de Brasil.
Dirigió aún el Criciúma en la Copa Libertadores de América de 1992 y llevó el equipo catarinense a las cuartas-de-final (5° lugar). Además de la Portuguesa y el equipo japonés Cerezo Osaka, en 1997. Protagonizó uno de los más tristes momentos de la historia del Palmeiras el año de 2002, asumiendo el cargo de técnico del club en situación desesperadora y no consiguiendo salvar el club del descenso para la Serie B del Campeonato Brasileño.
El año siguiente, Levir fue contratado por el Botafogo, equipo que fue escariado junto con el Palmeiras en 2002. Levir Culpi condujo el equipo a un vicecampeonato de la Serie B, trayéndolo vuelta para la élite del fútbol con una de las dos vacantes de acceso a la Serie A.
En 2006 llevó el Atlético Minero, de forma brillante, de vuelta a la élite del fútbol brasileño. Habiendo asumido el mando del equipo en medio del campeonato, con el equipo en la incómoda 14.ª posición, Levir formó un gran equipo y, contando con los goles de Marino y con las buenas actuaciones de atletas formados en el club, como Lima, Diego y Rafael Miranda, llevó el equipo al título del Campeonato Brasileño Serie B en 2006. Manteniendo esa base, fue Campeón Minero en 2007. Después fue para el Cerezo Osaka, de Japón, quedando hasta el fin de la temporada 2011 en el fútbol japonés. Retornó al mando del equipo japonés en medio de 2012, para intentar salvarla del descenso a la J-League 2.
El día 24 de abril de 2014, fue anunciado como sustituto de Paulo Autuori en el mando del Atlético Minero. Esta será el cuarto pasaje de Levir Culpi por el club minero.
El día 4 de septiembre de 2014, contra el Palmeiras válido por la Copa de Brasil, Levir Culpi completó 200 juegos comandando el Atlético Minero, hecho así, lo 4.º entrenador que más entrenó el Atlético Minero en la historia. La partida terminó con la victoria del Gallo por 2x0, en el Estadio Independencia.
Al final de 2014, después de una excelente temporada, habiendo liderado el Atlético en las victoriosas campañas de la Recopa Suramericana y de la Copa de Brasil, el entrenador tuvo su contrato renovado por más una temporada.
En 2015, luego en la primera partida oficial de la temporada, victoria atleticana por 2 a 0 sobre el Tupi, Levir llegó al juego de número 228 al frente del equipo alvinegra, haciéndose el tercer entrenador con más juegos por el club. Con la nueva marca, el entrenador queda atrás sólo de Telê Santana con 434 juegos, y Procópio Cardoso con 328.
El 3 de mayo de 2015, Levir volvió a escribir su nombre en la historia del Campeonato Minero al se sagrar campeón minero de 2015, por el Atlético. Con más esta conquista, la quinta del entrenador, se aisló como el mayor vencedor de la historia del Campeonato Minero, en la era profesional del fútbol. Antes, ya había erguido la copa con el propio Gallo en 1995 y 2007, además del Crucero, en 1996 y 1998. Anunció su retiro como entrenador de fútbol el 16 de diciembre de 2019, con el objetivo de dedicarse a su familia. la mayoría abandonó el retiro y regresó al terreno de juego, donde entrenará al Cerezo Osaka por cuarta vez.

### Estadística en el actual club
| Club   | Juegos | Victorias | Empates | Derrotas | Aprovechamiento % |
| ------ | ------ | --------- | ------- | -------- | ----------------- |
| Santos | 0      | 0         | 0       | 0        | –                 |

## Clubes

### Como futbolista
| Club        | País   | Año       |
| ----------- | ------ | --------- |
| Coritiba    | Brasil | 1971-1972 |
| Botafogo    | Brasil | 1973-1974 |
| Santa Cruz  | Brasil | 1974-1978 |
| Atlante     | México | 1979–1980 |
| Vila Nova   | Brasil | 1980      |
| Colorado    | Brasil | 1981      |
| Figueirense | Brasil | 1982-1983 |
| Juventude   | Brasil | 1984-1985 |

### Como entrenador
| Club                 | País           | Año       |
| -------------------- | -------------- | --------- |
| Juventude            | Brasil         | 1986      |
| Athletico Paranaense | Brasil         | 1986–1987 |
| Marcílio Dias        | Brasil         | 1988      |
| Inter de Limeira     | Brasil         | 1988–1989 |
| Criciúma             | Brasil         | 1989–1990 |
| Internacional        | Brasil         | 1990      |
| Coritiba             | Brasil         | 1991      |
| Criciúma             | Brasil         | 1992      |
| Al-Ettifaq           | Arabia Saudita | 1992      |
| Paraná               | Brasil         | 1993      |
| Guarani              | Brasil         | 1994      |
| Atlético Mineiro     | Brasil         | 1994–1995 |
| Portuguesa           | Brasil         | 1995      |
| Cruzeiro             | Brasil         | 1996      |
| Cerezo Osaka         | Japón          | 1997      |
| Cruzeiro             | Brasil         | 1998–1999 |
| São Paulo            | Brasil         | 2000      |
| Sport                | Brasil         | 2001      |
| Atlético Mineiro     | Brasil         | 2001      |
| Palmeiras            | Brasil         | 2002      |
| Botafogo             | Brasil         | 2003-2004 |
| Athletico Paranaense | Brasil         | 2004      |
| Cruzeiro             | Brasil         | 2005      |
| São Caetano          | Brasil         | 2005      |
| Atlético Mineiro     | Brasil         | 2005      |
| Atlético Mineiro     | Brasil         | 2006–2007 |
| Cerezo Osaka         | Japón          | 2007–2013 |
| Atlético Mineiro     | Brasil         | 2014–2015 |
| Fluminense           | Brasil         | 2016      |
| Santos               | Brasil         | 2017      |
| Gamba Osaka          | Japón          | 2018      |
| Atlético Mineiro     | Brasil         | 2018–2019 |
| Cerezo Osaka         | Japón          | 2021–     |

## Palmarés

### Como futbolista

#### Torneos regionales
| Título                  | Club       | País       | Año  |
| ----------------------- | ---------- | ---------- | ---- |
| Campeonato Paranaense   | Coritiba   | Paraná     | 1973 |
| Campeonato Pernambucano | Santa Cruz | Pernambuco | 1976 |

### Como entrenador

#### Torneos regionales
| Título                 | Club             | Estado         | Año  |
| ---------------------- | ---------------- | -------------- | ---- |
| Campeonato Catarinense | Criciúma         | Santa Catarina | 1989 |
| Campeonato Paranaense  | Paraná           | Paraná         | 1993 |
| Campeonato Mineiro     | Atlético Mineiro | Minas Gerais   | 1995 |
| Campeonato Mineiro     | Cruzeiro         | Minas Gerais   | 1996 |
| Campeonato Mineiro     | Cruzeiro         | Minas Gerais   | 1998 |
| Campeonato Paulista    | São Paulo        | San Pablo      | 2000 |
| Campeonato Mineiro     | Atlético Mineiro | Minas Gerais   | 2007 |
| Campeonato Mineiro     | Atlético Mineiro | Minas Gerais   | 2015 |

#### Torneos nacionales
| Título                       | Club             | País   | Año  |
| ---------------------------- | ---------------- | ------ | ---- |
| Campeonato Brasileño Serie B | Inter de Limeira | Brasil | 1988 |
| Copa de Brasil               | Cruzeiro         | Brasil | 1996 |
| Campeonato Brasileño Serie B | Atlético Mineiro | Brasil | 2006 |
| Copa de Brasil               | Atlético Mineiro | Brasil | 2014 |

#### Torneos internacionales
| Título              | Club             | Sede           | Año  |
| ------------------- | ---------------- | -------------- | ---- |
| Recopa Sudamericana | Cruzeiro         | Buenos Aires   | 1998 |
| Recopa Sudamericana | Atlético Mineiro | Belo Horizonte | 2014 |